# Spiliphera longiseta
Spiliphera longiseta är en rundmaskart som beskrevs av Allgen 1951. Spiliphera longiseta ingår i släktet Spiliphera och familjen Chromadoridae. Inga underarter finns listade i Catalogue of Life.